# Nízké Beskydy
Nízké Beskydy (polsky Beskidy Środkowe; slovensky Nízke Beskydy) je geomorfologická oblast Vnějších Východních Karpat na území severovýchodního Slovenska a jihovýchodního Polska.

Vnější Východní Karpaty, Nízke Beskydy vyznačeny červeně

Na Slovensku se dělí na následující celky:
- Busov
- Ondavská vrchovina
- Laborecká vrchovina
- Beskydské predhorie

V polském geomorfologickém členění podle Jerzyho Kondrackiego této oblasti odpovídá makroregion 513.7 Beskidy Środkowe (česky Střední Beskydy, ale nezaměňovat se Středními Beskydy podle slovenského členění, které leží v oblasti Kysuce a Oravy). Tento makroregion je řazen ještě pod Vnější Západní, nikoli Východní Karpaty a dělí se na tyto mezoregiony:
- 513.71 Beskid Niski (Nízke Beskydy), zahrnuje i Busov
- 513.72 Pogórze Ondawskie (Ondavská vrchovina), zahrnuje i Laboreckou vrchovinu a Beskydské podhůří

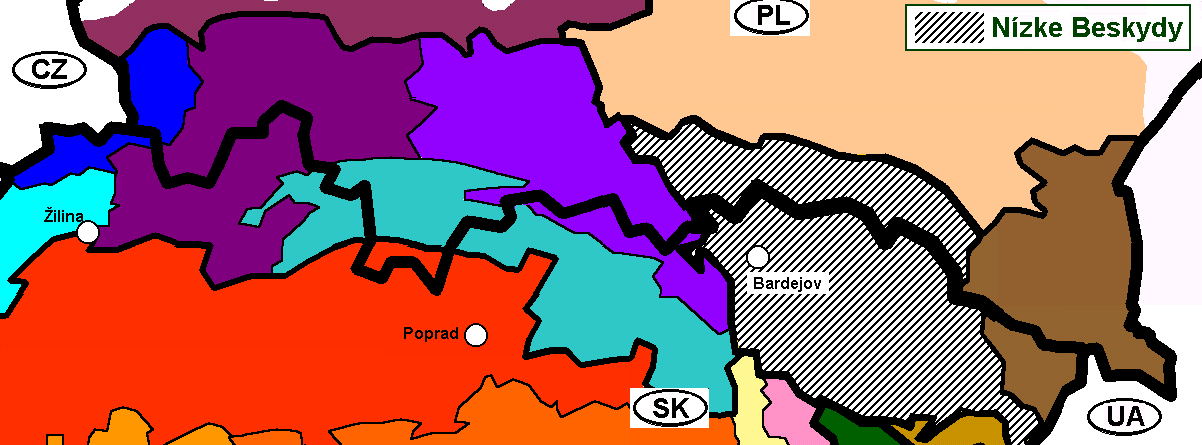
Nízké Beskydy na geomorfologické mapě části východního Slovenska a jižního Polska

Poláci vymezují Nízké Beskydy úsekem slovensko-polské hranice mezi Kurovským sedlem (Przełęcz Tylicka) na západě a Lupkowským průsmykem (Przełęcz Łupkowska) na východě. Současně považují Lupkowský průsmyk za hranici mezi Západními a Východními Karpatami. Česko-slovenské dělení naopak tuto hranici vede Kurovským sedlem a Nízké Beskydy už řadí do Východních Karpat. Lupkowský průsmyk nepovažuje ani za hranici mezi Nízkými Beskydy a Poloninami – tou je až o něco východněji tekoucí řeka Udava na Slovensku a Osława v Polsku. Kurovské sedlo odděluje Nízké Beskydy od Ľubovnianské vrchoviny.
Hranice mezi geomorfologickými celky, na které se Nízké Beskydy dělí, jsou velmi málo výrazné. Samostatným celkem je masív hory Busov severozápadně od Bardejova, která je nejvyšším bodem a současně jedinou tisícovkou celých Nízkých Beskyd. Nejnižší partie na jihu se nazývají Beskydské predhorie (Beskydské podhůří) a podél řek Cirocha a Ublianka se táhnou až k ukrajinské hranici, kde oddělují Vihorlat od Bukovských vrchů. Nejrozlehlejší část mezi podhůřím a Polskem se dělí na západní Ondavskou a východní Laboreckou vrchovinu. Hranice mezi nimi vede zhruba uprostřed mezi řekami Ondava a Laborec, po nichž jsou obě vrchoviny pojmenovány (nevede však po rozvodí, např. řeka Oľka odvádí vodu z Laborecké vrchoviny do Ondavy). Polská část se nazývá prostě Beskid Niski a lze ji považovat za jeden celek rozsahem zhruba odpovídající oběma slovenským vrchovinám. Dělí se na celou řadu drobných podcelků a na severu je ohraničen Doły Jasielsko-Sanockimi. Z geomorfologického hlediska bychom k těmto vlastním Nízkým Beskydům měli přiřadit i celý slovensko-polský hraniční hřeben, který je současně rozvodím mezi Dunajem a Vislou. Slovenské členění ovšem s takovým celkem nepočítá a vymezuje Ondavskou i Laboreckou vrchovinu až ke státní hranici.
Nízkými Beskydy vedly frontové linie jak v první, tak i ve druhé světové válce. Ve Svidníku, Medzilaborcích, na Dukle a v dalších obcích se nacházejí památníky obětem obou válek.
Přehled významnějších měst a obcí:
- Slovensko
  - Bardejov
  - Giraltovce
  - Stropkov
  - Svidník
  - Medzilaborce
  - Humenné
  - Snina
  - Stakčín
- Polsko
  - Bukowsko
  - Grybów
  - Gorlice
  - Iwonicz Zdrój
  - Rymanów Zdrój
  - Komańcza